# Necati Cumalı
Necati Cumalı (* 13. Januar 1921 in Florina, Griechenland; † 10. Januar 2001 in Istanbul, Türkei) war ein in Westmakedonien geborener türkischer Autor von Romanen, Theaterstücken, Essays und Gedichten. Er gilt als einer der bekanntesten türkischen Schriftsteller der Zeit der Türkischen Republik des 20. Jahrhunderts.

## Leben
Necati Cumalı war der älteste Sohn mit fünf Geschwistern einer türkischstämmigen, in Westmakedonien lebenden Familie. Die nach dem Vertrag von Lausanne (1923) als Ergebnis des Griechisch-Türkischen Krieges erfolgten Zwangsumsiedlungsmaßnahmen führten Cumalıs Familie nach Urla in der Nähe Izmirs. Hier und in Izmir erhielt er die schulische Ausbildung und ging dann nach Ankara an die Universität Ankara, um an der Juristischen Fakultät (Ankara Üniversitesi Hukuk Fakültesi) Rechtswissenschaften zu studieren; hier schloss er 1941 mit Examen erfolgreich ab. In Izmir und Urla war er bis 1957 als Anwalt, von 1958 bis 1959 im türkischen Generalkonsulat in Paris tätig, dann folgte eine Tätigkeit bis 1963 als Redakteur und Lektor bei Radio Istanbul (TRT İstanbul Radyosu).
Bereits während seiner Studienzeit begann Cumalı Gedichte zu schreiben und in Zeitschriften wie Varlık (Existenz) und Servet-i Fünûn zu veröffentlichen. 1943 erschien sein erster Lyrikband Kızılçullu Yolu [Die Straße nach Kızılçullu]. Cumali stand mit Vertretern der türkischen Dichtergruppe Garip, der Ersten Neuen oder Birinci Yeni, und deren Hauptvertretern Orhan Veli, Oktay Rifat und Dichtern wie Nurullah Ataç und Cahit Sıtkı Tarancı, mit dem er zeitweise im selben Haus wohnte, in Verbindung, die sich gegenseitig beeinflussten.
Während Sabahattin Ali als erster türkischer Schriftsteller gilt, der die Landbevölkerung zum Thema seiner Werke macht, wurde daraus seit Anfang der 1950er Jahre eine eigene, neue literarische Bewegung, die Themen wie im sozialkritischen „Dorfroman“ beinhalteten, aber auch eine sprachliche Abkehr der vorherigen osmanischen Literatur formulierte. Ein weiteres thematisches Feld bildeten die neuen Großstädte mit ihrem sozialen Wandel, wobei Cumalı eher derjenigen türkischen Intelligenzia zuzurechnen ist, die sich in mittleren Städten wie Izmir gruppierte. Politisch bekannte er sich zum Sozialismus.
Auch seine Reisen ab 1967 nach Mazedonien, den Vereinigten Staaten, die Sowjetunion, Bulgarien, Iran, Griechenland, Deutschland, Tschechische Republik und Finnland beeinflussten die Entstehung seiner Werke.
Drei Tage vor seinem achtzigsten Geburtstag verstarb Cumalı an Leberkrebs in Istanbul und wurde auf dem Friedhof Zincirlikuyu (Zincirlikuyu Mezarlığı) beigesetzt.
Seine Bibliothek gelangte als Nachlass in die Universitätsbibliothek der Koç Üniversitesi (Koç Üniversitesi Suna Kıraç Kütüphanesi).

## Leistungen

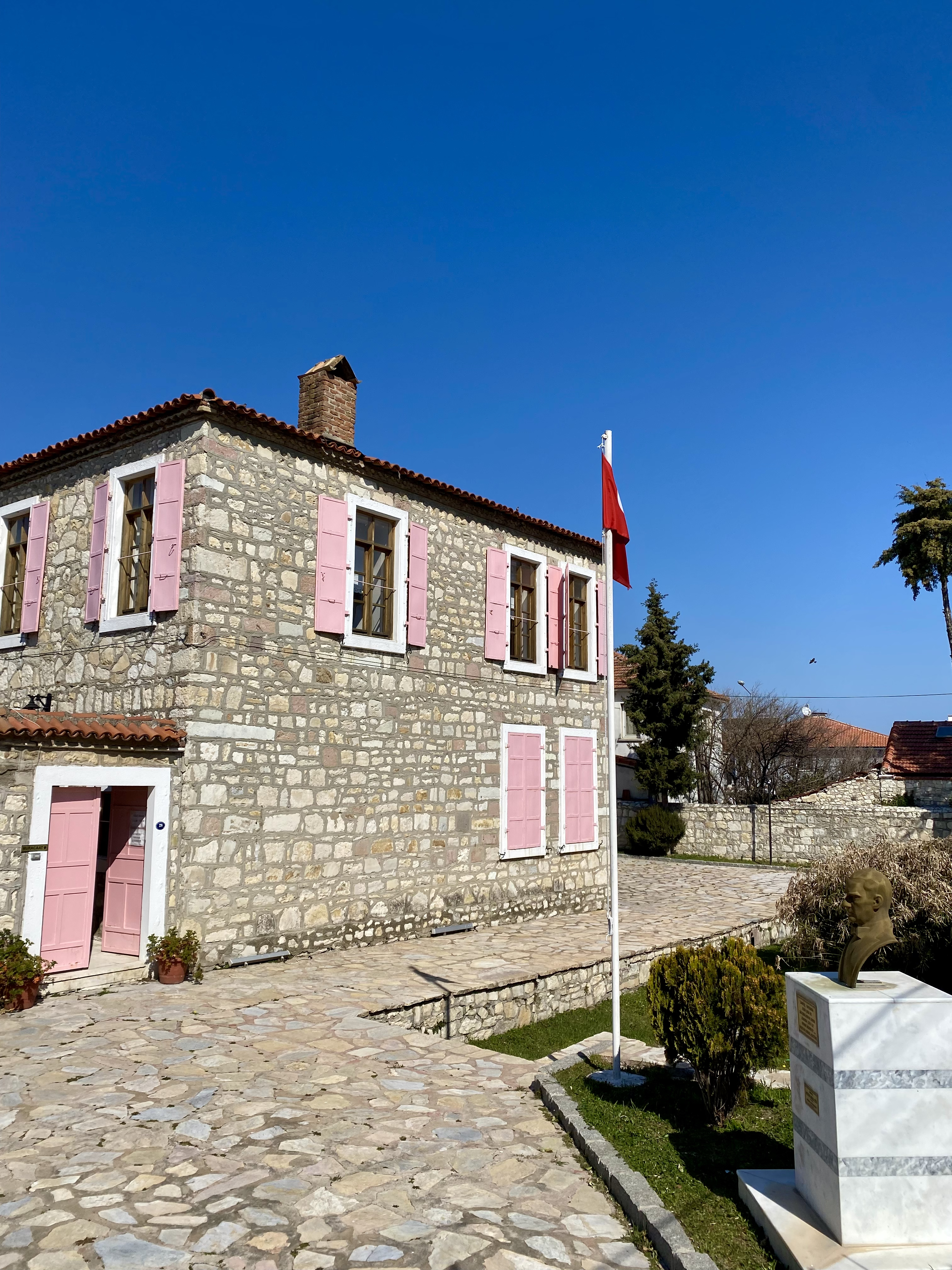
Gedenk- und Kulturhaus Necati Cumalı in Urla, Izmir.

Cumalı entnimmt seine Themen der Wirklichkeit, oft reichten ihm Zeitungsberichte als Ausgangsmaterial, lediglich für das Spätwerk Des Balkans letzter Bey erklärte er, dass dies fiktional sei. Er veröffentlichte rund 15 Bände Erzählungen und Romane, über 20 Theaterstücke und eine Vielzahl Gedichte.
In der Literaturrezeption wird insbesondere seine Darstellung der Frau in der türkischen Gesellschaft hervorgehoben. So schreibt Janet Browning 1979 nach einem Interview mit ihm: When I spoke to Necati Cumalı he explained his view that sexual oppression is at the root of Turkey's social problems, and that until such oppression is removed true civilization will not be possible. (... dass sexuelle Unterdrückung die Wurzel der sozialen Probleme der Türkei sei, und dass, bis solche Unterdrückung nicht beseitigt ist, wahre Zivilisation nicht möglich ist.).
Browning erläutert dies dann an dem auf ein Minimum reduzierten Theaterstück Mine (1959 erschienen, 1960 in Istanbul aufgeführt), in dem die Protagonistin, Mine, eine schöne, jedoch etwas farblose, gewöhnliche junge Frau, mit einem Mann (der ältere Bahnhofsvorsteher Cemil), den sie nicht selbst auswählte, verheiratet ist, dessen Liebe nicht erlangen kann, dennoch treu zu ihm hält. Sie nimmt ihm seine Art, sie nur rein körperlich zu behandeln, übel und kann einer neuen Liebe zu dem in das Dorf angereisten İlham, der sie als ganze Person wahrnimmt, nicht widerstehen, da sie keine Loyalität mehr für einen Mann aufbringen kann, der sie einzig als Gegenstand schätzt. Aus Bedenken gegen eine Heirat mit İlham, der, wie sie meint, nur aus Anstand handele, bittet sie diesen, sie und den Ort zu verlassen, inzwischen jedoch wächst die Aufregung in der Bevölkerung mit immer neuen Verleumdungen, ein von ihr abgewiesener Verehrer wirft den ersten Stein auf sie, woraufhin sie ihn erschießt; fast zeitgleich wird ihr die Rückkehr İlhams angekündigt, der sich entschieden hat, sie doch aus der alten Ehe herauszureißen und mitzunehmen, wozu es jetzt zu spät ist. Anregung erhielt Cumalı durch eine Zeitungsnotiz aus der Provinz aus dem Jahr 1949, nach der eine Frau ihren Schwiegervater erschoss.
Die Internationale Filmdatenbank (IMDb) zählt mit Stand 2013 insgesamt 14 Verfilmungen seiner Werke, von denen Trockener Sommer (Original: Susuz Yaz) von 1964 hervorzuheben ist, der auf der Berlinale einen Silbernen Bären gewann.

## Auszeichnungen
1957 erhielt er den Literaturpreis Sait Faik Hikâye Armağanı für sein Werk Değişik Gözle von 1956; 1969 eine Auszeichnung (Sanat dalında) der Türk Dil Kurumu für den Lyrikband Yağmurlu Deniz, 1977 erneut den Sait-Faik-Literaturpreis für Makedonya 1900, 1984 den Yeditepe Şiir Ödülü (Yeditepe-Lyrik-Preis) für den Gedichtband Bütün Şiirleri, 1995 den Yunus-Nadi-Preis, den Orhan Kemal Roman Armağanı und den 1. Preis bei dem Ömer Asım Aksoy Ödülü für den Roman Viran Dağlar, für sein Theaterwerk erhielt er im Jahr 2000 den Tiyatro Yazarları Derneği Onur Ödülü, zuletzt 2001 die Lyrikauszeichnung des Türkiye P.E.N. Yazarlar Derneği.

## Werke

### Erzählungen
- 1955: Yalnız Kadın
- 1956: Değisik Gözle
- 1962: Susuz Yaz (verfilmt 1964, deutscher Titel: Trockener Sommer)
- 1969: Ay Büyürken Uyuyamam (verfilmt 2011, deutscher Titel: Schlaflos bei zunehmendem Mond)
- 1976: Makedonya 1900 (verfilmt 1977 unter dem Titel: Dilâ Hanim[6])
- 1976: Kente İnen Kaplanlar
- 1979: Yakubun Koyunları
- 1979: Revizyonist
- 1981: Aylı Bıçak (1991 erneut erschienen unter dem Titel: Uzun Bir Gece)

### Romane
- 1956: Tütün Zamanı
- 1973: Yağmurlar ve Topraklar
- 1974: Acı Tütün
- 1975: Aşk da Gezer
- 1990: Üç Minik Serçem
- 1994: Viran Dağlar (deutsch 2010 unter dem Titel: Des Balkans letzter Bey[7], adaptiert 2001 für die erste Episode der ARTE-Serie Le dernier Seigneur des Balkans[8])

### Theaterstücke
- 1949: Boş Beşik (verfilmt 1952 und 1969)
- 1959: Mine (verfilmt 1985)
- 1962: Nalınla
- 1963: Derya Gülü (englisch erschienen unter: Sea rose)

Von 1969 bis 1977 erschien eine sechsbändige Ausgabe seiner Theaterstücke bei Imbat Yayınları, Istanbul:
- - Oyunlar 1: Boş Beşik, Ezik Otlar, Vur Emri (1969)
  - Oyunlar 2: Susuz Yaz, Tehlikeli Güvercin, Yeni Çıkan Şarkılar ya da Juliette (1969)
  - Oyunlar 3: Nalınlar, Masalar, Kaynana Ciğeri (1969)
  - Oyunlar 4: Derya Gülü, Ask Duvarı, Zorla İspanyol (1969)
  - Oyunlar 5: Gömü, Bakani Bekliyoruz, Kristof Kolomb'un Yumurtası (1973)
  - Oyunlar 6: Mine, Yürüyen Geceyi Dinle, İş Karar Vermekte (1977)
- 1981: Yaralı Geyik
- 1983: Dün Neredeydiniz
- 1990: Vatan Diye Diye
- 1992: Devetabanı

### Gedichte
- 1943: Kızılçullu Yolu
- 1945: Harbe Gidenin Şarkıları
- 1947: Mayıs Ayı Notları
- 1951: Güzel Aydınlık
- 1954: Denizin İlk Yükselişi
- 1955: İmbatla Gelen
- 1957: Güneş Çizgisi
- 1968: Yağmurlu Deniz
- 1970: Başaklar Gebe
- 1974: Ceylan Ağıdı
- 1980: Aç Güneş
- 1981: Bozkırda Bir Atlı
- 1982: Yarasın Beyler
- 1983: Bütün Şiirleri

Sammlungen der Gedichte erschienen im Verlag Can Yayınları in Istanbul unter den Titeln: Aşklar ve Yalnızlıklar (Band 1, 1986) und Kısmeti Kapalı Gençlik (Band 2, 1986).
Deutsch sind von ihm erschienen
- Karakolda. Übersetzt aus dem Türkischen und Bilder Mustafa Aslier. Ernst-Engel-Presse, Stuttgart-Weilimdorf 1957.
- Holzpantinen. Komödie. Deutsch: Cornelius Bischoff. Ministerium für Kultur, Ankara 1993, ISBN 975-17-1017-0.
- Der Mann aus Akhisar. Gedichte, Erzählungen. Aus dem Türkischen übersetzt von Hülya Engin. Kitab, Klagenfurt/Wien 2007, ISBN 978-3-902005-63-2.
- Des Balkans letzter Bey. Roman. Aus dem Türkischen von Selma Türkis Noyan. Kitab, Klagenfurt/Wien 2010, ISBN 978-3-902585-30-1. (Türkischer Originaltitel: Viran dağlar.Makedonya 1900).

Von ihm aus dem Deutschen ins Türkische übersetzt wurden
- Gottfried Keller: Yedi Efsane. Millî Egitim Basımevi 1946. (Deutscher Originaltitel: Sieben Legenden).
- Theodor Storm: Meşe Ağaçlı Köşk. Sakarya Basimevi, Ankara 1946. (Deutscher Originaltitel: Eekenhof).